# La Femme enfant
Pour plus de détails, voir Fiche technique et Distribution.
La Femme enfant est un film franco-allemand réalisé par Raphaële Billetdoux, sorti en 1980.

## Synopsis
Élisabeth, treize ans, vit dans un faubourg industriel du Nord de la France. Douée pour la musique, elle joue de l'orgue à l'église locale, alors que ses parents ne s'intéressent qu'à leur salon de coiffure. Depuis trois ans déjà, Élisabeth a en secret une relation amoureuse avec Marcel, un homme de 45 ans à qui elle rend visite chaque matin avant l'école, faisant un crochet à vélo jusqu'à sa maison solitaire au milieu des bois.
Marcel est muet et, exclu du contact avec ses semblables, il s'est profondément attaché à Élisabeth à qui il voue une sorte d'adoration. Entre ces deux êtres incompris s'est développée une relation passionnée, tourmentée et possessive, où le pouvoir n’est pas toujours du même côté. Car si Marcel est apparemment le plus fort, il est aussi terriblement dépendant du bon vouloir de sa jeune amie, qui peut à tout moment le faire cruellement souffrir, comme le jour où elle manque le rendez-vous où il comptait fêter son anniversaire. Tour à tour, Élisabeth est une amante soumise ou une maîtresse exigeante.
Et comme la Lorelei du poème qu'elle récite en classe, Élisabeth sera pour Marcel la femme fatale qui le mènera à sa perte. En effet, comme elle a gagné le concours de jeunes organistes, elle part poursuivre ses études au conservatoire de Lille, où elle est logée en pension. N'osant annoncer son départ à Marcel, elle le quitte sans rien dire, et c'est par hasard, en épiant les conversations des clients au salon de coiffure de ses parents, que Marcel apprendra la terrible vérité. Désespéré, il se tranche la gorge avec le rasoir du coiffeur qui lui fait la barbe.

## Fiche technique
- Musique : Vladimir Cosma
- Son : Harald Maury
- Première assistante réalisatrice : Claire Lusseyran
- Premier assistant opérateur : Daniel Leterrier
- Conseiller technique : Jean-Jacques Flori
- Scripte : Sylvie Koechlin
- Directeur de production : Daniel Deschamps
- Sociétés de production : Gaumont, Bavaria Atelier, Les Films de l'Alma, G.P.F.I., Bavaria Film
- Sociétés de distribution : Gaumont Distribution (France), New Yorker Films (États-Unis)
- Pays : Allemagne de l'Ouest
- Genre : Drame

## Distribution
- Klaus Kinski : Marcel
- Pénélope Palmer : Élisabeth
- Michel Robin : le père
- Hélène Surgère : la mère

## Production
Le tournage qui s'est déroulé du 4 décembre 1979 au 25 janvier 1980, en partie autour d'un château de Belloy-sur-Somme et dans l'église Notre-Dame-de-la-Nativité de Bovelles.
Selon Raphaële Billetdoux, le tournage avec Klaus Kinski c'était un vrai cauchemar et à un moment elle a eu la tentation d'arrêter là, ce n'était plus possible de continuer le tournage avec lui. Par exemple, lors de la scène du bain que Kinski prépare pour la jeune fille, Pénélope Palmer, alors âgée de 14 ans, était déjà très angoissée à l'idée de tourner une scène nue, même tournée de façon très pudique. Alors Billetdoux avait réduit l'équipe technique au minimum et réglé la scène de façon que Kinski lui tourne le dos (ainsi qu'à la caméra), au moment où elle devait entrer dans la baignoire. Il a alors piqué une crise : "Quoi ?! Moi tourner le dos ?! Jamais ! Et puis, je veux la voir toute nue..."

## À noter
- Au cours de son long métrage La Femme enfant, l'écrivaine et réalisatrice Raphaële Billetdoux rend hommage au poète juif allemand Heinrich Heine en abordant l'une de ses œuvres, la Lorelei, 1824.